# 北大西洋垃圾帶
北大西洋垃圾帶（英語：North Atlantic garbage patch）指的是漂浮在北大西洋環流內的海洋廢棄物，有關這片垃圾帶最早的記錄出現於1972年。根據非營利性教育組織海洋教育協會所從事一項為期22年的研究，估計此海洋垃圾帶的面積跨越達數百公里，每平方公里所含的廢棄物超過200,000片。 來源是人類垃圾，經河流攜帶進入海洋，其中主要成分是微塑料。這些廢棄物若經攝入，或是發生纏繞，會對野生動物和人類構成巨大風險。對於北大西洋垃圾帶所做的宣導和清理工作並不多，目前僅有例如聯合國教科文組織支持，稱為垃圾帶之國的跨媒體說故事傳播計畫，和荷蘭非營利性環境工程組織海洋清理從事的研究工作，因為目前大部分研究和清理工作僅針對太平洋垃圾帶進行。

## 特點

### 位置和面積
此垃圾帶位於北緯22度至38度之間，東西邊界尚不清楚。根據美國國家海洋暨大氣總署（NOAA）的數據，垃圾帶會季節性地向北和向南移動，距離可達1,600公里（990英里），並在聖嬰-南方振盪現象期間往南漂移更遠。這塊垃圾帶的面積估計為橫跨數百公里，每平方公里的廢棄物密度超過200,000片（平均每5平方米1片）。在長達22年的研究期間，全球塑料產量已增長5倍，但此垃圾帶中的塑料密度基本上並無變化。有可能是多數塑料已沉入水面之下，或是已經分解成更小片，而能穿過拖網網眼，未被撈到的緣故。

### 來源
北大西洋垃圾帶係由大陸河流攜帶人類垃圾，進入海洋而構成。垃圾一旦進入海洋，就受到環流的影響而趨於集中。垃圾帶的表面以普通居家用品中的聚乙烯和聚丙烯等分解而成的微塑料為主。密度更大的材料，如稱為聚對苯二甲酸乙二酯的塑料（用於製造瓶子，以充填軟飲料和水），被認為已沉入海洋表面之下。但因為採集樣本時只收集水面的微塑料，而並未在其中發現前述密度更大的塑料。

## 研究
由海洋教育協會、伍茲霍爾海洋研究所和夏威夷大學馬諾阿分校從事的的聯合研究，從1986年到2008年之間在北大西洋西部和加勒比海收集塑料樣本。來自海洋教育協會學期計劃，前後有近7,000名學生在此22年之間內在研究船上，用浮游生物網進行過6,136次表面網拖，收集到超過64,000件塑料碎片，大部分的體積小於10毫米，幾乎所有的碎片重量都小於0.05克。夏威夷大學的資深研究員Nikolai Maximenko開發出電腦模型來模擬塑料是如何在匯聚的表面洋流中積累，而形成垃圾帶。此電腦模型使用1,600多個由衛星跟踪的浮標軌蹟數據，描繪出海面洋流。海洋教育協會的學生收集的塑料數據足以對Maximenko的電腦模型提供驗證，而能成功預測北大西洋的塑料廢棄物累積模式。

## 認識與清理
為清理北大西洋垃圾帶而做的工作並不多，因為去除這些微塑料，“位於此海洋中的其他小生物也會隨之被過濾掉，而可能會造成同樣多的傷害，”。來自羅馬的藝術家Maria Cristina Finucci於2013年4月11日在巴黎，於聯合國教科文組織總幹事伊琳娜·博科娃在場時宣布創立垃圾帶之國的跨媒體說故事傳播計畫。。垃圾帶之國是聯合國教科文組織和義大利環境部贊助的一系列活動中的第一個，也在世界各地掀起一系列藝術展覽，用於引起人們對垃圾帶的規模和嚴重性的關注，並激發人們的認識和行動。
荷蘭發明家柏楊·史萊特和他創立的的非營利組織海洋清理也開發先進技術來清除海洋中的塑料。首先從太平洋垃圾帶開始，並計畫最終移往全球其他垃圾帶中進行。海洋清理除清理海洋中的微塑料外，也在開發技術，用來清除河流中較大的塑料碎片，河流在很大程度上被認為是海洋中塑料的主要來源。

## 外部連結
- Sargasso Sea Alliance 的存檔，存档日期2015-10-31.

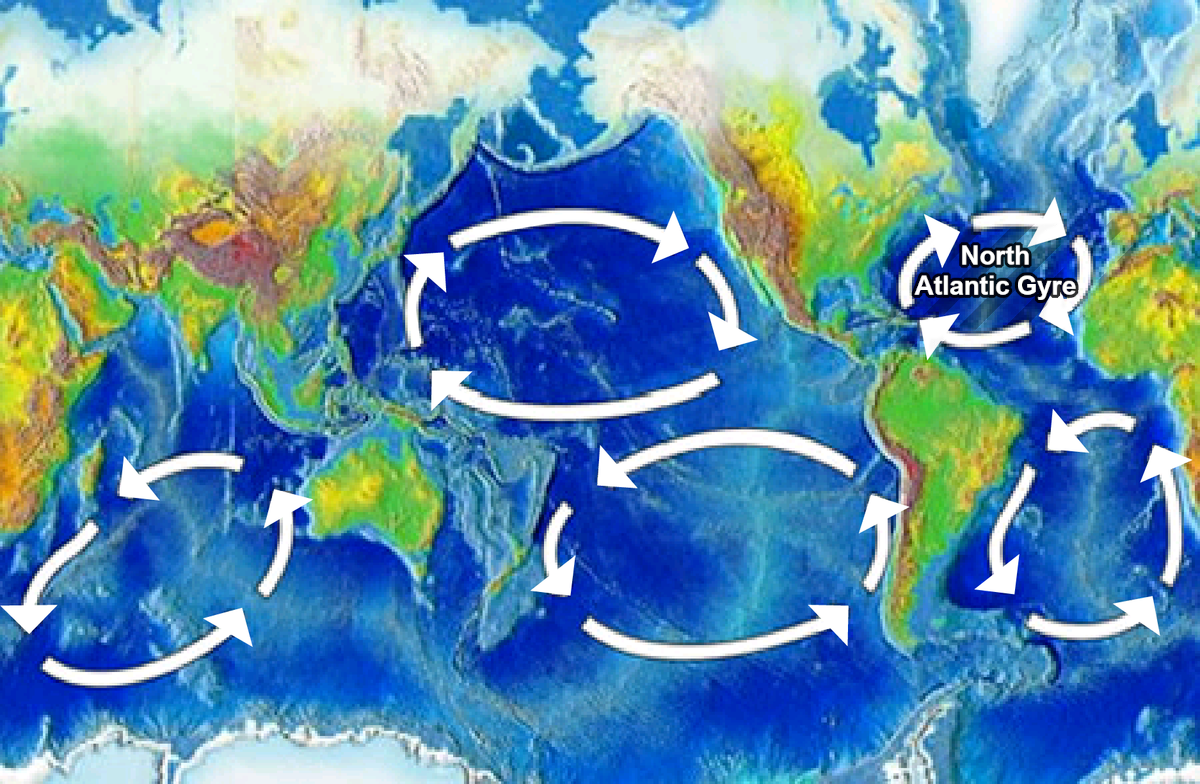
北大西洋環流是世界五個主要環流之一。

- Plastics at SEA: North Atlantic Expedition （页面存档备份，存于）
- The Ocean Cleanup Array （页面存档备份，存于）